# Přetypování
Přetypování je v informatice operace znamenající převedení jednoho datového typu na jiný.

## Implicitní a explicitní přetypování

### Implicitní (automatické - koerce)
Toto přetypování se provede automaticky pokud se původní datový typ "vejde" do datového typu cíleného objektu nebo převodem nedojde ke ztrátě informace. Toto nastává například pokud jsou v jedné aritmetické operaci přítomny operandy různých typů. V této situaci se operand s nižší prioritou konvertuje na operand s prioritou vyšší (nižší rozsah→vyšší rozsah).
příklad pro jazyk C:
```
int
 
a
 
=
 
3
;

double
 
b
 
=
 
2.123
;

double
 
c
;

c
 
=
 
a
 
+
 
b
;
 
// a se převede na double hodnotu 3.000

```

| int           |
| unsigned int  |
| long          |
| unsigned long |
| float         |
| double        |
| long double   |

### Explicitní (vynucené)
Vynucené přetypování se použije tam, kde není implicitní převod možný. Nastává zde problém se smysluplností těchto převodů a zároveň je třeba dát pozor na ztrátu informace, ke které při této konverzi dochází.
příklad pro jazyk C:
```
double
 
a
 
=
 
5.3
;

int
 
b
;

b
 
=
 
(
int
)
a
;
 
// do proměnné b se uloží oříznuté a, tj. 5

```

Při explicitním přetypování je třeba dbát zřetel na to, aby cílený typ dokázal pojmout informaci převáděného typu. V tom případě bude výsledkem nedefinovaná hodnota.
```
char
 
y
 
=
 
'd'
;

int
 
a
 
=
 
256
;

y
 
=
 
(
char
)
 
a
;

```

## C/C++
Přetypování v C/C++ se provádí tak, že se před výraz napíše do závorek typ, na který chceme přetypovat.
```
int
 
a
 
=
 
60
,
 
b
 
=
 
7
;

float
 
c
,
 
d
;

char
 
ch
 
=
 
'x'
;

c
 
=
 
a
 
/
 
b
;

d
 
=
 
(
float
)
 
a
 
/
 
b
;

printf
(
"Celočíselný výsledek: %+4.3f
\n
"
,
 
c
);

printf
(
"Racionalni deleni:  %+4.3f
\n
"
,
 
d
);

printf
(
"ASCII kod znaku %c je %i
\n
"
,
 
ch
,
 
(
int
)
 
ch
);

```

V C++ se pro přetypování ukazatelů používají operátory static_cast, dynamic_cast a reinterpret_cast.
```
A
 
*
x
 
=
 
new
 
B
();
 
// třída A je předek třídy B

B
 
*
y
 
=
 
new
 
B
();

A
 
*
z
 
=
 
new
 
A
();

B
 
*
p
 
=
 
static_cast
<
B
 
*>
(
x
);

B
 
*
q
 
=
 
static_cast
<
B
 
*>
(
z
);
 
// riskantní přetypování na potomka.

B
 
*
r
 
=
 
dynamic_cast
<
B
 
*>
(
z
);
 
// provede se kontrola a r bude nulové.

int
 
yi
 
=
 
reinterpret_cast
<
int
>
(
y
);

```

## PHP
PHP explicitně nepoužívá deklarování typu proměnně. Její typ se určí tím co se do ní vloží. PHP rozlišuje čtyři základní typy proměnných: Integer, Float, Boolean a String. K přetypování slouží příkaz settype(), který nenávratně konvertuje proměnnou na jiný typ. Společně s příkazem settype() existuje příkaz gettype(), který vrací typ proměnné.
| Nový → Původní (dolu) | String             | Float                                                                       | Integer                                                                     | Boolean                      |
| --------------------- | ------------------ | --------------------------------------------------------------------------- | --------------------------------------------------------------------------- | ---------------------------- |
| String                | ---                | Začíná-li číslem toto číslo, jinak nula. Když neobsahuje '.', 'e', nebo 'E' | Začíná-li číslem toto číslo, jinak nula. Když neobsahuje '.', 'e', nebo 'E' | "" a "0"=false, ostatní True |
| Float                 | Převede na řetězec | ---                                                                         | Ořízne se desetinná část                                                    | 0.0=False, ostatní True      |
| Integer               | Převede na řetězec | Převede se beze změny                                                       | ---                                                                         | 0=False, ostatní True        |
| Boolean               | false="" true="1"  | false=0.0 true=1.0                                                          | false=0 true=1                                                              | ---                          |

## Java
U Javy se implicitní přetypování provádí automaticky stejně jako v C.
```
float
 
a
 
=
 
25
;

double
 
b
 
=
 
13
;

b
 
=
 
a
;
 
//implicitní konverze

```

Explicitní konverze musí být inicializována programátorem ve zdrojovém kódu, jinak se příkaz vyhodnotí jako chybový.
```
float
 
a
 
=
 
6
;

double
 
b
 
=
 
4
;

a
 
=
 
(
float
)
b
;
 
//explicitní konverze

```